# اوج (روایت)
اُوج یا بِزَنگاه در اصطلاح ادبیات داستانی و ادبیات نمایشی، شورانگیزترین و تنش‌زاترین و برانگیزاننده‌ترین و عالی‌ترین لحظه است که طی آن بحران به نهایت تعارض خود می‌رسد و گره‌گشایی به دنبال آن می‌آید. اوج در واقع ادامهٔ حوادث گذشته و نتیجهٔ منطقی آنها است. به عنوان مثال، هنگامی که در داستانی از صادق هدایت، داش آکل مرجان را شوهر می‌دهد نقطهٔ اوج داستان واقع می‌گردد.
بزنگاه =زمان آغاز تغییر مسیر یک حرکت